# Djair Brindeiro
Djair Falcão Brindeiro (Monteiro, 9 de setembro de 1910 — Recife, 16 de março de 1990), foi um médico e político brasileiro, que foi senador pelo Estado de Pernambuco e prefeito do Recife.

## Biografia
Formou-se na Faculdade de Medicina do Recife em 1932, especializando-se em ginecologia e obstetrícia. Foi presidente da Sociedade de Internos de Hospitais do Recife no mesmo ano. Foi também diretor do Hospital de Pronto-Socorro do Recife de 1945 a 1946.
Em janeiro de 1947, elegeu-se suplente do senador por Pernambuco Etelvino Lins, eleitos pelo PSD. Em janeiro de 1953, com a eleição do titular para o governo do estado, passou a exercer o mandato de senador.
Foi também prefeito do Recife em 1955.